# Саваткіно (присілок)
Сава́ткіно (рос. Саваткино, чув. Сантикасси) — присілок у Чувашії Російської Федерації, у складі Ядринського сільського поселення Ядринського району.
Населення — 64 особи (2010; 89 в 2002, 138 в 1979, 227 в 1939, 268 в 1926, 224 в 1897, 168 в 1858).

## Історія
Історична назва — Саваткін. Засновано 18 століття як виселок села Богородське, у 19 столітті як околоток села Янимово. До 1866 року селяни мали статус державних, займались землеробством, тваринництвом. На початку 20 століття діяла церковнопарафіяльна школа, 4 вітряки, у 1920-ті роки працювали різні майстерні. 1931 року створено колгосп «Перемога». До 1927 року присілок входив до складу Ядринської та Малокарачкінської волостей Ядринського повіту, після переходу 1927 року на райони — спочатку у складі Татаркасинського, з 1939 року — Сундирського, а з 1962 року — Ядринського районів.